# Mammillaria formosa
Mammillaria formosa là một loài thực vật có hoa trong họ Cactaceae. Loài này được Galeotti ex Scheidw. mô tả khoa học đầu tiên năm 1838.

## Hình ảnh

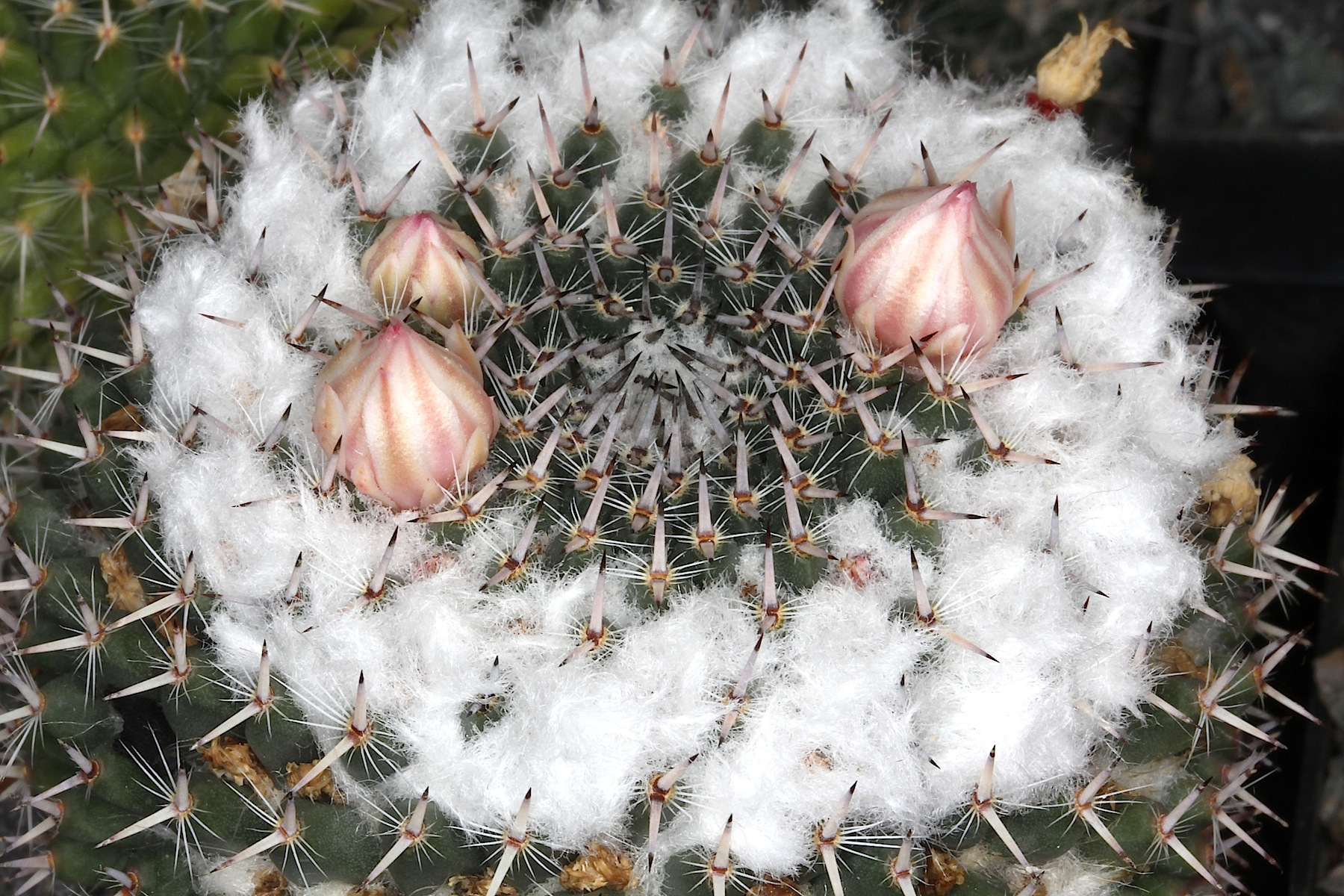
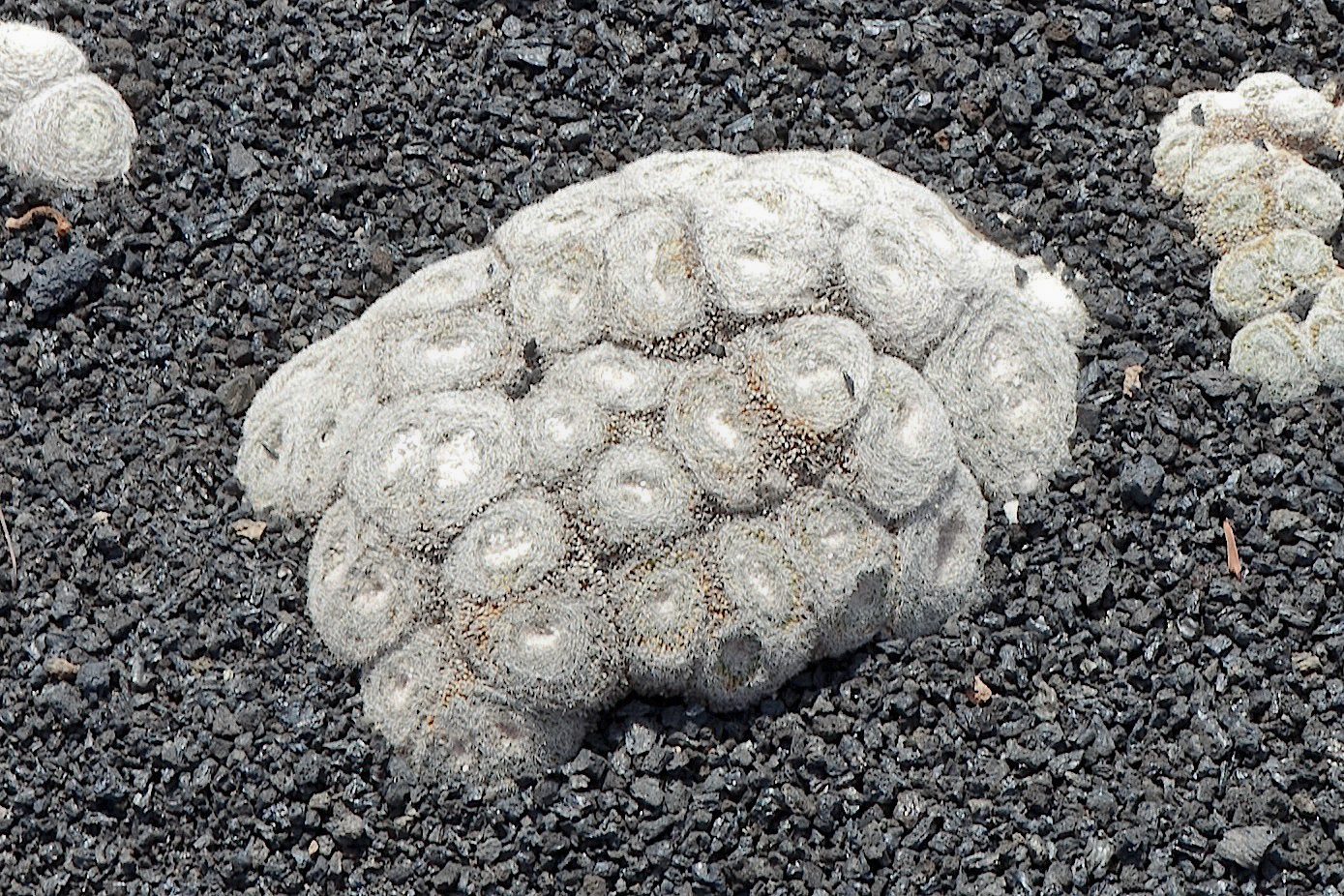
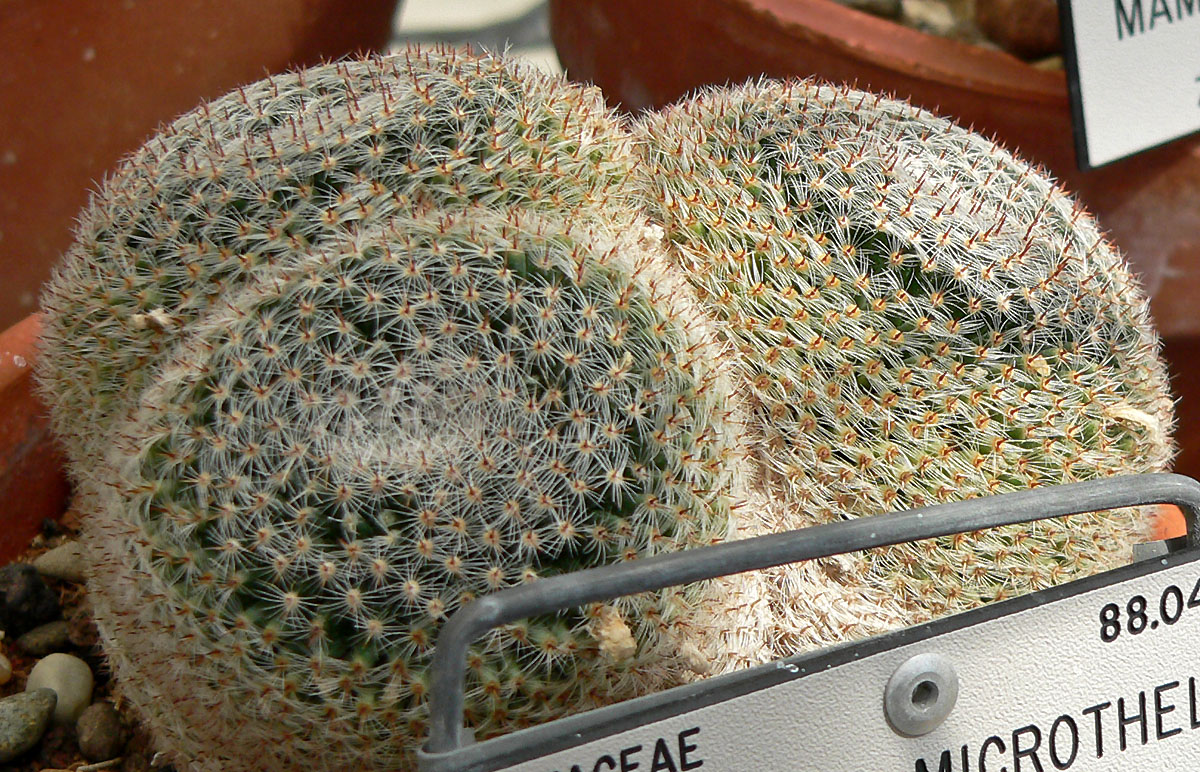
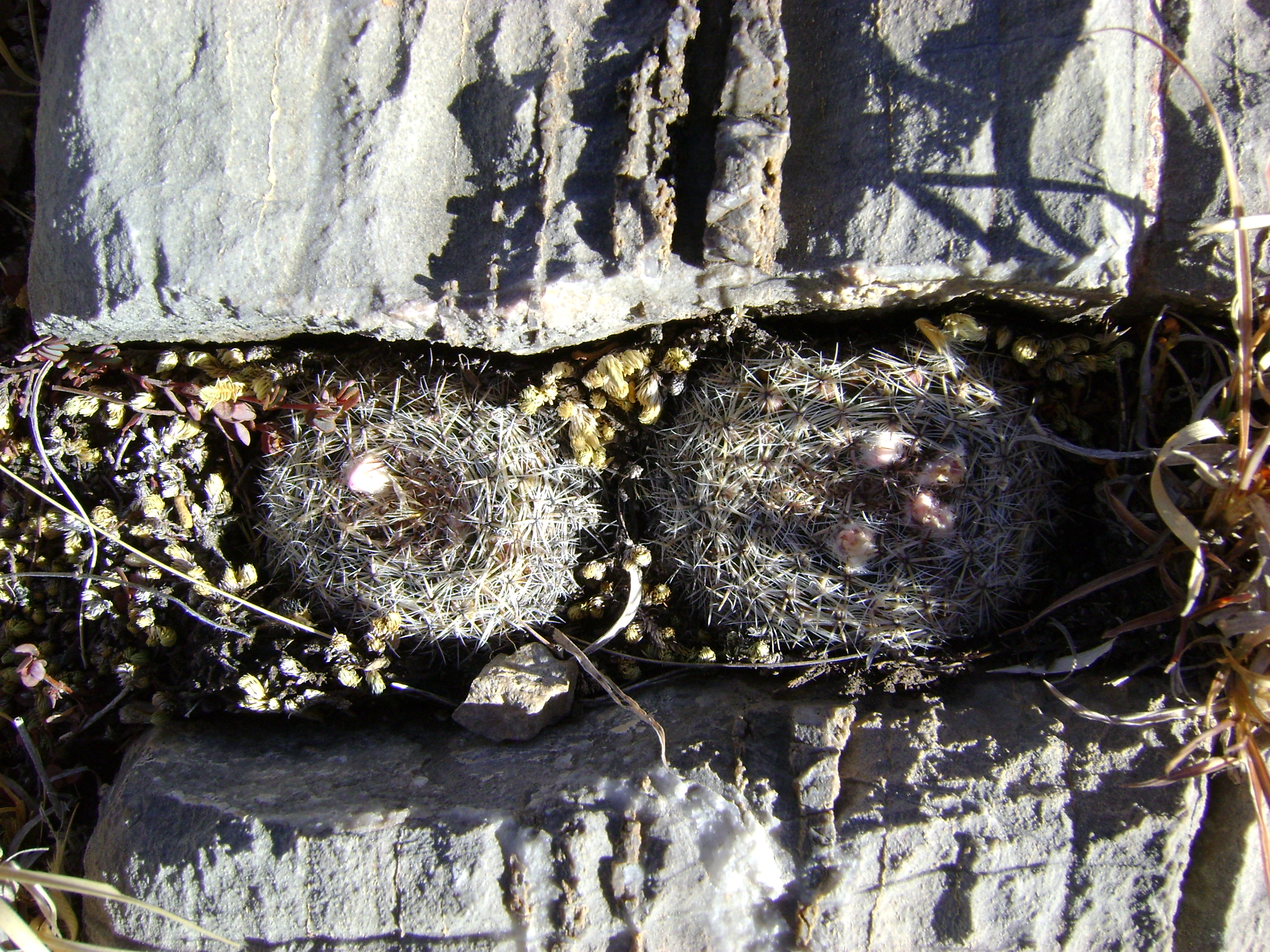